# (466316) 2013 QC68
(466316) 2013 QC68 es un asteroide perteneciente al cinturón de asteroides, descubierto el 28 de julio de 2013 por el equipo Spacewatch desde el Observatorio Nacional de Kitt Peak (Arizona, Estados Unidos).